# Apodemus speciosus
Apodemus speciosus és una espècie de mamífer rosegador de la família dels múrids. És endèmica del Japó. Viu en boscos (principalment boscos secundaris), prades i camps cultivats (incloent-hi arrossars) a qualsevol altitud. És una espècie nocturna, probablement per evitar la depredació.